# Nacionalidad ucraniana

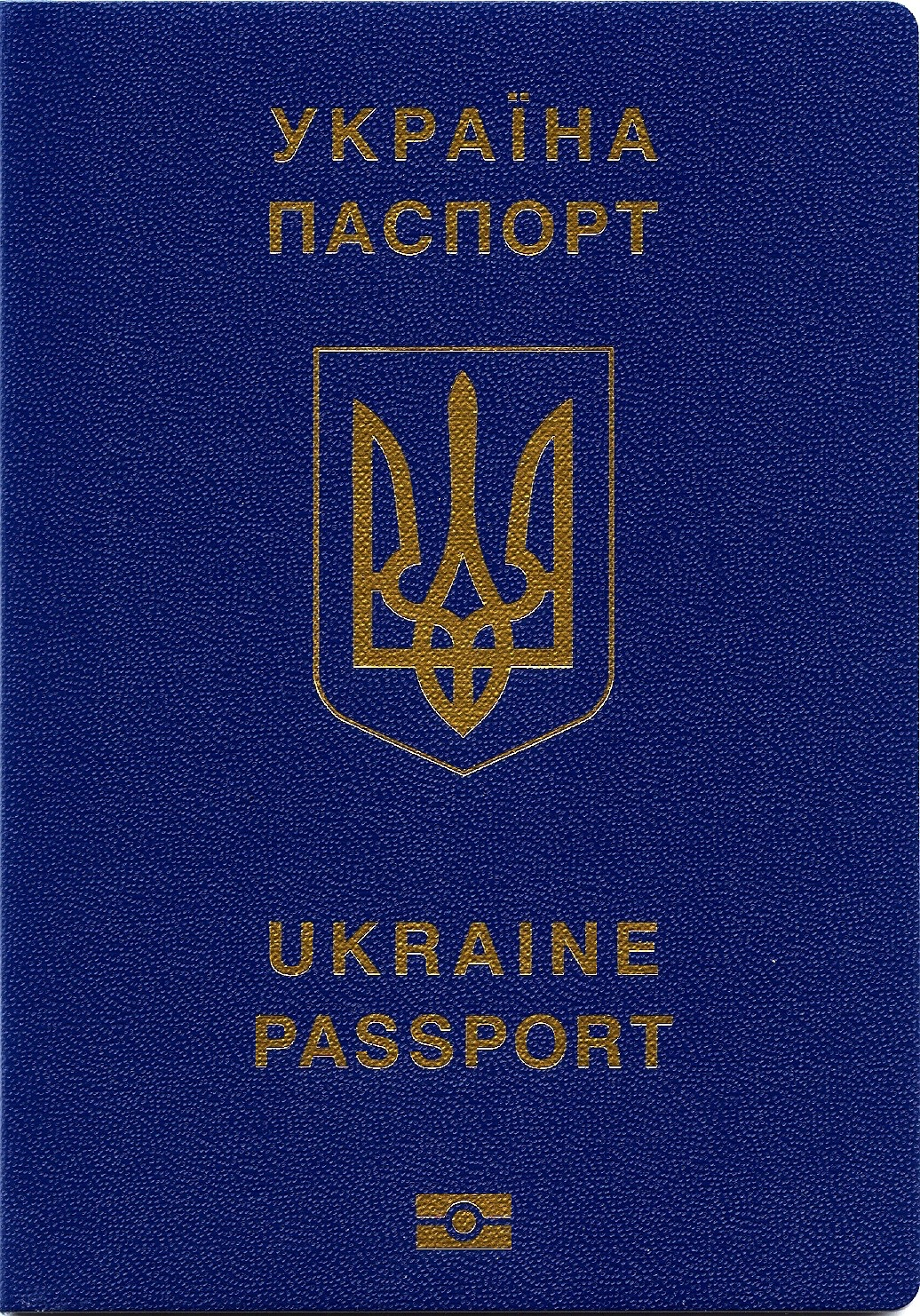
Pasaporte biométrico ucraniano

La nacionalidad o ciudadanía ucraniana es el vínculo jurídico que liga a una persona física con Ucrania y que le atribuye la condición de ciudadano. 
Las cuestiones sobre la ciudadanía están reguladas por la Constitución, la ley de ciudadanía del 18 de enero de 2001 y varios tratados internacionales de Ucrania.

## Historia

### República Popular Ucraniana

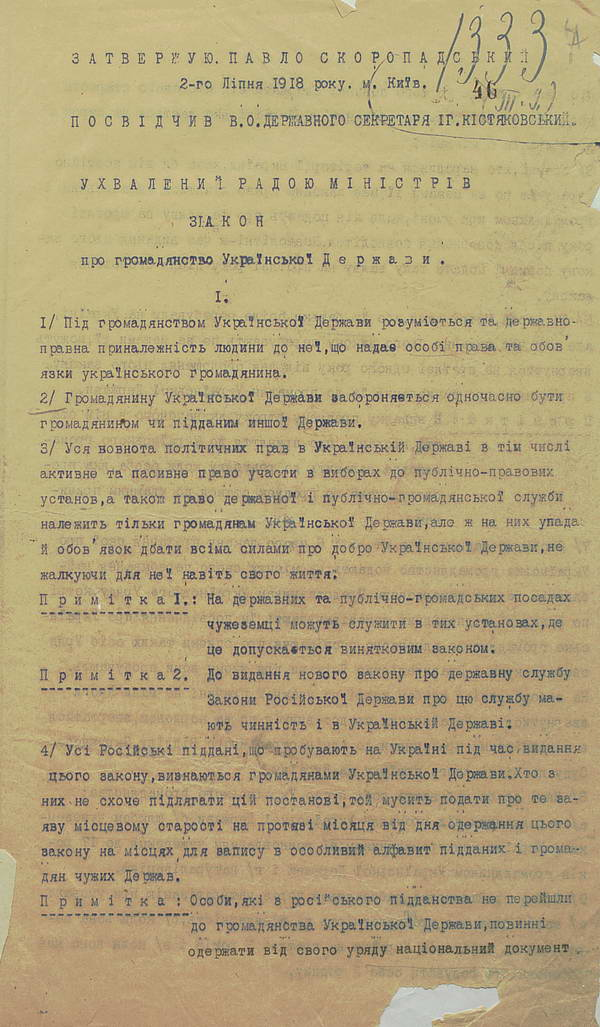
La ley de ciudadanía del Estado ucraniano de 1918 (primera página en la imagen) fue reconocida más tarde por la República Popular Ucraniana

La República Popular Ucraniana (RPU) estableció la ciudadanía ucraniana por primera vez cuando adoptó leyes de ciudadanía el 2 y 4 de marzo de 1918, justo cuando la Rusia Soviética reconoció la independencia de la RPU en virtud del Tratado de Brest-Litovsk. Las leyes instituyeron el principio de ius soli, prohibieron la doble ciudadanía y exigieron «el registro de la ciudadanía mediante el proceso de demostrar el derecho a la misma a través de testigos». La legislación era vulnerable a abusos «antidemocráticos» y muchas disposiciones estaban «formuladas incorrectamente» para hacer imposible su cumplimiento. Por lo tanto, el Consejo Central planeó una revisión.
El Estado ucraniano, respaldado por el Imperio alemán, tomó el control en abril y adoptó una ley basada en los cambios propuestos por la RPU el 2 de julio. Esta ley reclamaba como ciudadanos a todos los súbditos del antiguo Imperio ruso nacidos en Ucrania o que residían allí en la fecha de esta ley, siempre y cuando no rechazaran formalmente a la ciudadanía ucraniana. La RPU retomó el poder en diciembre. El Óblast Occidental autónomo de la RPU, cuyo territorio seguía en disputa con Polonia, vio la legislación de ciudadanía promulgada el 8 de abril de 1919. Esta ley también confería la ciudadanía a todos los que pertenecieran a una de las comunidades del óblast y no la rechazaran.
Polonia ocupó la mayor parte del territorio del Óblast Occidental en julio, y la República Popular Ucraniana reconoció el territorio como parte de Polonia en abril de 1920. En septiembre del mismo año, el Ministerio del Interior de la RPU, entonces en el exilio en Tarnów, declaró en una carta que la ley de ciudadanía del Estado ucraniano seguía siendo válida. En noviembre, la RPU había perdido definitivamente lo último de su territorio, que fue dividido en 1921 entre Polonia y la República Socialista Soviética de Ucrania.

### Unión Soviética

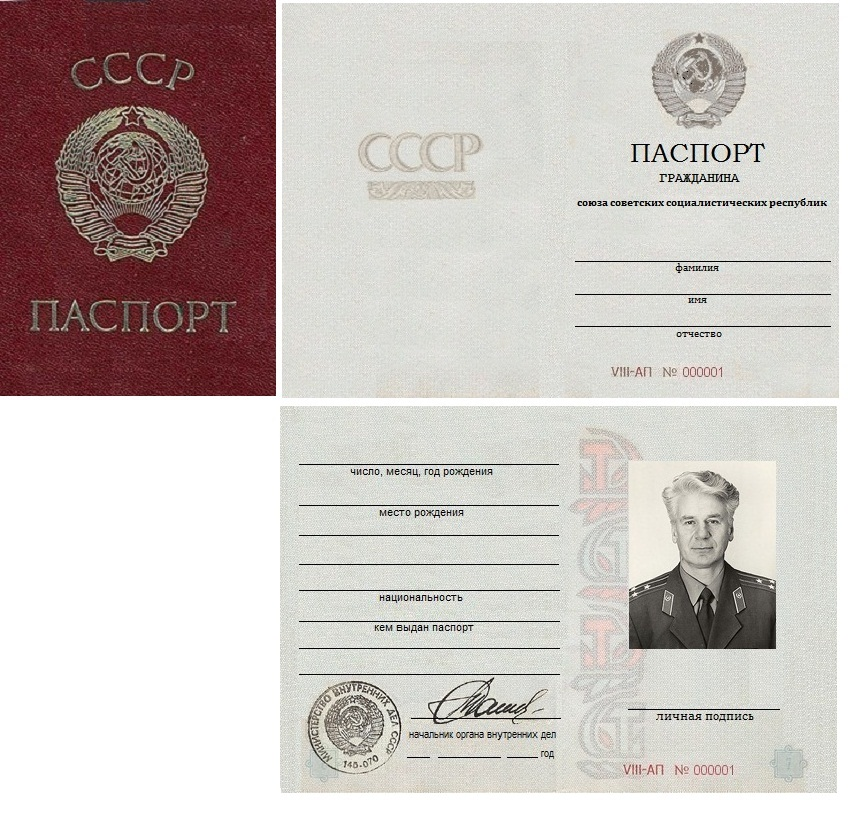
Documento de identidad soviético de la serie 1974. La ciudadanía de la República Socialista Soviética de Ucrania no estaba documentada

La República Socialista Soviética de Ucrania se convirtió en una república fundadora de la Unión Soviética en 1922. La Constitución de la Unión Soviética de 1924 afirmó la «ciudadanía de la Unión única» para los ciudadanos de todas las repúblicas de la Unión. La Constitución de la RSS de Ucrania de 1929 declaró que todos los ciudadanos de la misma también eran ciudadanos de la Unión Soviética. Las sucesivas constituciones soviéticas mantuvieron este arreglo.
La ley de ciudadanía de la Unión Soviética de 1978 delegó en los presídiums de los Sóviets Supremos de las Repúblicas de la Unión la autoridad para otorgar la ciudadanía republicana y, por lo tanto, la ciudadanía de la Unión a los no ciudadanos residentes. Un decreto de 1981 del Presídium del Sóviet Supremo de la República Socialista Soviética de Ucrania disponía la naturalización de esta manera. Este procedimiento se aplicó solo a ciudadanos no soviéticos y no a ciudadanos soviéticos que se trasladaron de una república soviética a otra. 
La RSS de Ucrania, al igual que otras repúblicas de la Unión, no promulgó leyes ni administró su propia ciudadanía. La ley soviética no preveía la documentación de la ciudadanía republicana. Por lo tanto, la ciudadanía de la RSS de Ucrania no tenía consecuencias prácticas y su existencia es dudosa. 

### Ciudadanía ucraniana independiente y fin de la Unión Soviética

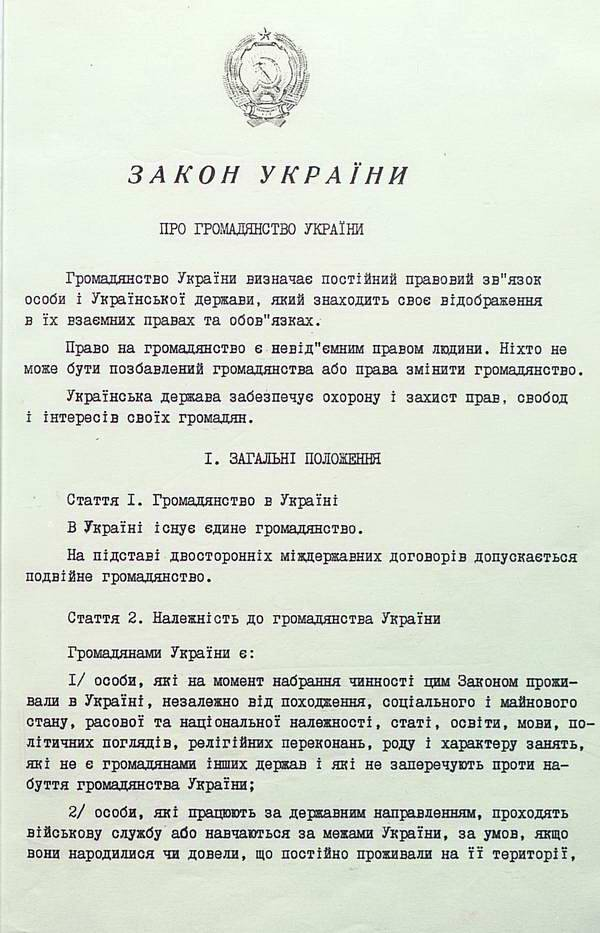
Primera página de la ley de ciudadanía de 1991

La Unión Soviética permitió que las repúblicas de la Unión promulgaran leyes para regular sus propias ciudadanías a partir de mayo de 1990. La Declaración de Soberanía Estatal de la RSS de Ucrania, adoptada el 16 de julio, estableció la ciudadanía de la RSS de Ucrania independiente de la ciudadanía de la Unión, y preveía una nueva legislación para gobernar la adquisición y pérdida de esta nueva ciudadanía. Ucrania declaró su independencia de la Unión Soviética el 24 de agosto de 1991.
En la Rada Suprema, facciones nacionalistas, comunistas no reformadas y la antigua nomenklatura en el poder apoyaron diferentes políticas de ciudadanía. Los nacionalistas querían la ciudadanía para todos los ucranianos étnicos, mientras que los comunistas no deseaban una ciudadanía independiente o, cuando se avecinaba el colapso de la Unión Soviética, propusieron la doble ciudadanía con Rusia. Tanto los nacionalistas como la nomenklatura desfavorecían la doble ciudadanía. Temían que Rusia otorgara su propia ciudadanía a los ciudadanos ucranianos para justificar una potencial intervención en Ucrania en nombre de la doble ciudadanía con Rusia. La primera legislación de ciudadanía resultó del compromiso entre estas tres facciones. 
La ley de sucesión de Ucrania , que entró en vigor el 5 de octubre, amplió la ciudadanía solo a los ciudadanos soviéticos con residencia permanente en Ucrania a partir de la independencia. La primera ley de ciudadanía entró en vigor el 13 de noviembre. La misma permitía a los nacidos en Ucrania —o con padres o abuelos nacidos allí— registrarse para obtener la ciudadanía, y no prohibía ni protegía la ciudadanía doble o múltiple. Su preámbulo proscribió la privación de la ciudadanía o la desnaturalización como las autoridades soviéticas habían desplegado contra los «enemigos del poder soviético». En diciembre, la Unión Soviética se disolvió. 

### Desde la independencia
La Constitución de la República Socialista Soviética de Ucrania de 1978 siguió en vigor, pero la Rada Suprema eliminó las referencias a la ciudadanía de la Unión Soviética a partir del 18 de julio de 1992. Ucrania ratificó una nueva constitución el 28 de junio de 1996, la cual prohibía la privación de la ciudadanía.
De 1991 a 2005, Ucrania amplió repetidamente los motivos por los cuales las personas en cualquier lugar podían registrarse para obtener la ciudadanía por nacimiento en —o a través de parientes nacidos en— territorio ucraniano o anteriormente ucraniano. Para defender a sus propios «compatriotas en el extranjero», Rusia hizo campaña desde 1993 hasta 1997 a favor de la ciudadanía múltiple en otros Estados postsoviéticos, incluida Ucrania. Aunque algunos en Ucrania favorecieron los esfuerzos de Rusia, las autoridades continuaron oponiéndose a ellos. Las restricciones a la ciudadanía doble o múltiple se hicieron más estrictas a fines de la década de 1990, pero se suavizaron en la década siguiente. 
Para reducir la doble ciudadanía en casos de naturalización, Ucrania formó acuerdos con otros Estados postsoviéticos para establecer un procedimiento simplificado y gratuito para cambiar la ciudadanía de un país a otro. Ucrania y Uzbekistán implementaron el primer acuerdo de este tipo en octubre de 1998 y permitió que unos 28 000 tártaros de Crimea anteriormente deportados cambiaran de ciudadanía uzbeka a ucraniana. Aunque Rusia y algunos otros países declinaron, Ucrania también concluyó acuerdos con Bielorrusia, Georgia, Kazajistán, Kirguistán y Tayikistán. Algunos de estos acuerdos terminaron más tarde y, para 2017, el Ministerio de Relaciones Exteriores de Ucrania informó que dichos tratados solo seguían en vigor con Bielorrusia, Kirguistán y Tayikistán.
La actual ley de ciudadanía reemplazó a la primera ley en 2001 y ha sido objeto de varias enmiendas, la más reciente en 2019 (la próxima enmienda será el 16 de julio de 2021). En 2002, Ucrania se adhirió al Protocolo de 1967 de la Convención de Refugiados de 1951 y luego a la propia Convención. Ucrania firmó el Convenio Europeo sobre la Nacionalidad en 2003 y lo ratificó en 2006. Ese año, Ucrania se convirtió en el primer país en firmar la Convención del Convenio del Consejo de Europa para evitar la apatridia en relación con la sucesión de Estados, pero nunca la ratificó. En 2013, el país también se adhirió a la Convención sobre el Estatuto de los Apátridas y la Convención para Reducir los Casos de Apatridia.

## Definición de ciudadanos ucranianos
Los ciudadanos de Ucrania suelen pertenecer al menos a una de las siguientes categorías:
- Antiguos ciudadanos de la Unión Soviética que residían permanentemente en el territorio de la ex República Socialista Soviética de Ucrania en el momento de la Declaración de Independencia el 24 de agosto de 1991.
- Apátridas residentes en el territorio de Ucrania al 13 de noviembre de 1991.
- Personas que llegaron a Ucrania con la intención de establecer su residencia permanente desde el 13 de noviembre de 1991 y que tenían la inscripción «ciudadano de Ucrania» insertada en su pasaporte soviético tipo 1974 por las autoridades ucranianas, así como los hijos de estas personas que llegaron a Ucrania junto con sus padres, siempre que no hayan alcanzado la mayoría de edad antes de ingresar al país.
- Personas que adquirieron la ciudadanía ucraniana de acuerdo con las leyes y los tratados internacionales de Ucrania.

## Adquisición

### Por nacimiento

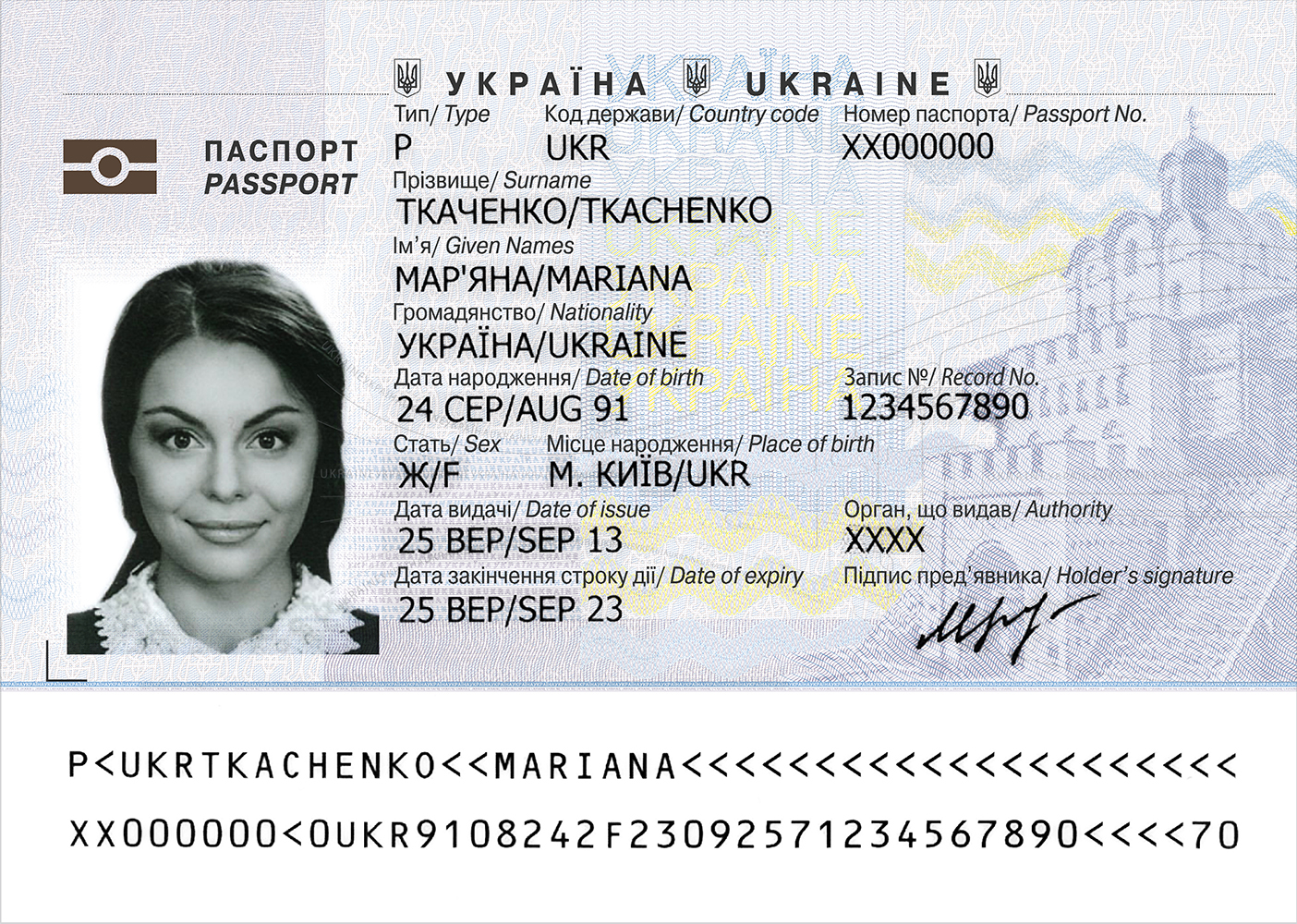
Página de detalles del pasaporte biométrico ucraniano de viaje internacional

Un niño adquiere la ciudadanía ucraniana al nacer si al menos uno de sus padres es ciudadano ucraniano en ese momento. Los niños nacidos de padres no ucranianos, pueden adquirir la ciudadanía en los siguientes casos:
- Haber nacido en Ucrania de padres apátridas que residan legalmente en dicho país.
- Haber nacido en el extranjero de padres apátridas que residan legal y permanentemente en Ucrania, y no haber adquirido ninguna otra nacionalidad al nacer.
- Haber nacido en Ucrania de padres extranjeros, pero que residan legal y permanentemente en Ucrania, y no haber adquirido al nacer la nacionalidad de ninguno de ellos.
- Haber nacido en Ucrania siendo hijo de al menos una persona con estatus de refugiado o con derecho de asilo, y no haber adquirido por nacimiento la nacionalidad de ninguno de los padres, o solo haber adquirido la nacionalidad del progenitor que tiene alguno de los estatus mencionados.
- Ser un recién nacido encontrado dentro del territorio ucraniano, cuyos padres sean desconocidos.

El nacimiento en territorio ucraniano no confiere automáticamente la ciudadanía ucraniana.

### Por origen territorial
La ciudadanía por origen territorial puede concederse en los siguientes casos:
- Ser una persona extranjera o apátrida que ella misma o al menos uno de sus padres, abuelos o hermanos haya nacido o residido permanentemente en el territorio que se convirtió en parte de Ucrania (de conformidad con el artículo 5 de la ley ucraniana sobre asuntos legales y sucesión de Ucrania) o dentro de otros territorios que eran parte de la República Popular de Ucrania, la República Popular de Ucrania Occidental, el Estado ucraniano, la República Soviética de Ucrania, la Ucrania de los Cárpatos o la República Socialista Soviética de Ucrania.
- Haber nacido o residido permanentemente dentro del territorio de la República Socialista Soviética de Ucrania (o que al menos uno de sus padres o abuelos haya nacido o residido permanentemente dentro de los territorios mencionados en el párrafo anterior), no poseer ninguna otra ciudadanía y estar registrado como ciudadano ucraniano a petición de uno de sus padres o tutor.
- Haber nacido en territorio ucraniano de padres extranjeros y haber adquirido por nacimiento la ciudadanía de otro(s) país(es), pero que esta(s) última(s) haya(n) sido cancelada(s). Esta persona puede ser registrada como ciudadana ucraniana a petición de uno de sus padres o su tutor.

### Por adopción
Un niño extranjero o apátrida, adoptado por ciudadanos ucranianos o por una pareja casada, uno de cuyos miembros sea ciudadano ucraniano y el otro apátrida o extranjero, se convierte en ciudadano ucraniano desde el momento de la entrada en vigor de la decisión de adopción, independientemente de su residencia permanente en Ucrania o en el extranjero.

### Por tutela
Un niño extranjero o apátrida, sobre el cual la tutela está establecida por ciudadanos ucranianos o por personas, una de las cuales sea ciudadana ucraniana y la otra apátrida, se convierte en ciudadano de Ucrania desde el momento de la toma de decisiones sobre el establecimiento de la tutela.
Un niño extranjero o apátrida que reside permanentemente en Ucrania, sobre el cual la tutela está establecida por personas, una de las cuales sea ciudadana de Ucrania y la otra extranjera, se convierte en ciudadano de Ucrania desde el momento de la decisión sobre el establecimiento de la tutela, salvo que adquiera la ciudadanía del tutor extranjero por el establecimiento de la tutela.
Un niño extranjero o apátrida que se cría en un establecimiento infantil estatal de Ucrania, que desempeña las funciones de tutor hacia él o ella, o en un orfanato de tipo familiar, si al menos uno de los padres-educadores son ciudadanos de Ucrania, se convierte en ciudadano ucraniano desde el momento de su colocación en dicho establecimiento, siempre que sus padres hayan fallecido, hayan sido privados de la patria potestad, hayan sido declarados desaparecidos, incapaces o muertos.
Un extranjero o apátrida que vive permanentemente en Ucrania por motivos legales, quien es reconocido como incapaz por un tribunal, sobre el cual la tutela por parte de un ciudadano de Ucrania se establece, se convierte en ciudadano ucraniano desde el momento de la entrada en vigor de la decisión sobre el establecimiento de la tutela.

### Por naturalización
Una persona extranjera o apátrida, puede adquirir la ciudadanía ucraniana por naturalización si cumple con los siguientes requisitos:
1. Reconocer y cumplir la Constitución y las leyes de Ucrania.
2. Renunciar a cualquier ciudadanía extranjera que se pueda tener.[nota 1]
3. Haber residido en Ucrania de forma legal y continua durante los últimos cinco años.[nota 2][nota 3]
4. Tener un permiso de residencia permanente.[nota 4]
5. Tener conocimientos satisfactorios en ucraniano.[nota 5]
6. Tener medios legales de subsistencia.[nota 6]

Desde el 21 de abril de 2023, los interesados también deben aprobar un examen de naturalización.
Los requisitos de naturalización número 3 y 6 no se aplican a las personas que tengan méritos destacados ante Ucrania ni a quienes se les haya otorgado la ciudadanía debido al interés estatal para Ucrania.
La concesión de la ciudadanía ucraniana a los niños que residen en Ucrania, cuando al menos de sus padres o tutores tiene un permiso de residencia permanente en dicho país, se lleva a cabo sin perjuicio de los requisitos de naturalización número 1, 3 y 6. La adquisición de la ciudadanía ucraniana por parte de un niño de entre 15 y 18 años, solo tiene lugar con su consentimiento.
La ciudadanía ucraniana no se le otorga a una persona que:
- Cometió un ultraje a la humanidad o un genocidio;
- Fue condenada a prisión por la comisión de un delito grave en Ucrania (hasta la liquidación o remoción de condenas); o
- Ha realizado en otros países actuaciones consideradas como delito grave para la legislación ucraniana.

## Pérdida de la ciudadanía
Desde 2005 hasta mediados de 2017, 87 376 individuos perdieron su ciudadanía ucraniana. De ellos, 67 305 renunciaron voluntariamente a ella, 19 738 la perdieron por convenios internacionales y 333 fueron privados involuntariamente de la misma.

### Pérdida voluntaria
De acuerdo con la ley de nacionalidad de Ucrania, los nacionales ucranianos que hayan establecido su residencia permanente en el extranjero y que hayan adquirido —o hayan sido informados de que adquirirán— una ciudadanía extranjera, pueden renunciar voluntariamente a la ciudadanía ucraniana. Solo se puede renunciar a la misma en presencia de un funcionario consular ucraniano en una misión diplomática ucraniana, y para hacerlo se requiere una prueba de la adquisición final o inminente de la ciudadanía extranjera. 
Los niños adoptados por al menos un ciudadano extranjero, también pueden renunciar a la ciudadanía ucraniana para adquirir la del adoptante extranjero.
La renuncia a la ciudadanía ucraniana por parte de los niños de 15 a 18 años, solo puede tener lugar con su propio consentimiento.
La renuncia a la ciudadanía ucraniana no está permitida si la persona que la solicita está acusada de un caso penal o respecto del cual se dictó una sentencia judicial válida sujeta a ejecución en Ucrania.

### Pérdida automática
La pérdida automática de la ciudadanía se produce en el caso de que un ciudadano ucraniano adulto adquiera voluntariamente una nacionalidad extranjera o ingrese al servicio militar, el servicio de seguridad, las agencias de aplicación de la ley, las autoridades judiciales o estatales o los órganos de autogobierno local de otro país sin el consentimiento de los órganos estatales de Ucrania. Las disposiciones mencionadas anteriormente no se aplicarán si como resultado de ello la persona en cuestión se convertiría en apátrida.
Un ciudadano ucraniano naturalizado puede perder la ciudadanía ucraniana si se descubre que, durante el proceso de naturalización, presentó deliberadamente información errónea o documentos falsificados.
Los siguientes casos no se consideran adquisición voluntaria de otra ciudadanía:
- Adquirir una ciudadanía extranjera al nacer a través de uno de los padres, cuando la ciudadanía ucraniana también fue adquirida por esta vía.

- Adquirir una ciudadanía extranjera al ser adoptado por ciudadanos extranjeros cuando la ciudadanía ucraniana se adquirió originalmente a través de un padre biológico.

- Adquirir automáticamente la ciudadanía de un cónyuge extranjero al contraer matrimonio con este.

- Adquirir automáticamente una ciudadanía extranjera al alcanzar la mayoría de edad, de acuerdo con la ley de nacionalidad de un país extranjero. En este caso, se conserva la ciudadanía ucraniana siempre que la persona no tenga conocimiento formal (documentado) de la adquisición automática de la ciudadanía extranjera.

Las decisiones sobre el registro de adquisición de la ciudadanía ucraniana se cancelan si una persona adquirió la misma por origen territorial o por restauración, pero lo hizo mediante engaños, como resultado de proporcionar deliberadamente información falsa o documentos falsificados, u ocultando cualquier hecho sustancial en virtud del cual la persona no podría adquirir la ciudadanía ucraniana.
La decisión sobre la terminación de la ciudadanía debe ser tomada por el presidente de Ucrania.

## Restauración de la ciudadanía
Una persona que no ha adquirido la ciudadanía extranjera después de la terminación de la ciudadanía ucraniana y presentó una solicitud para renovar esta última, se registra como ciudadano ucraniano independientemente de su residencia permanente en Ucrania o en el extranjero, siempre que no existan las circunstancias previstas en la quinta parte del artículo 9 de la ley de ciudadanía.
Lo mismo aplica para una persona que adquirió una ciudadanía extranjera después de la terminación de su ciudadanía ucraniana, ha regresado a Ucrania para residir permanentemente y ha presentado una solicitud para renovar su ciudadanía ucraniana. En este caso, dicha persona está obligada a rescindir la ciudadanía extranjera y a presentar un documento que certifique esto (emitido por el organismo autorizado del Estado correspondiente) al organismo que aceptó sus documentos de solicitud para la ciudadanía ucraniana, dentro del plazo de un año desde el momento de la renovación de la misma. Si dicha persona, que tiene todos los motivos necesarios para obtener dicho documento de acuerdo con la legislación de este Estado, no obtiene este documento debido a circunstancias fuera de su control, o si se le concede el estatus de refugiado o derecho de asilo en Ucrania, deberá presentar una declaración de renuncia a la ciudadanía extranjera.
La obligación de rescindir la ciudadanía extranjera no se exige a los ciudadanos de Estados cuya legislación estipula la rescisión automática de la ciudadanía de las personas simultáneamente con la adquisición de la ciudadanía de otro país, ni a los ciudadanos de los países que tienen un tratado internacional con Ucrania que estipula la rescisión de la ciudadanía de personas simultáneamente con la adquisición de la ciudadanía ucraniana, así como tampoco se les exige lo mismo a personas a las que se les otorgó el estatus de refugiado o derecho de asilo en Ucrania, o a personas sin ciudadanía.
La ciudadanía ucraniana no se le restaura a personas que la perdieron por presentar deliberadamente información errónea o documentos falsificados en el proceso de adquisición de la misma.

## Doble nacionalidad
La Constitución de Ucrania reconoce una ciudadanía única dentro del país. Sin embargo, la nacionalidad ucraniana no se pierde automáticamente al convertirse en ciudadano de otro Estado. El proceso de rescisión de la ciudadanía ucraniana es complejo y no existe un mecanismo para que las autoridades estatales tengan conocimiento de la adquisición de una ciudadanía extranjera por parte de los nacionales ucranianos, así como tampoco existen responsabilidades penales o administrativas por obtener una segunda ciudadanía. Todo esto conduce a casos de doble nacionalidad. Según la legislación ucraniana, si un ciudadano ucraniano adquiere la ciudadanía de otro país, este se reconoce únicamente como ciudadano ucraniano en las relaciones legales.
La doble ciudadanía también existe legalmente, debido a que Ucrania ratificó el Convenio Europeo sobre la Nacionalidad, según el cual los participantes del tratado deben reconocer dobles o múltiples ciudadanías en ciertos casos. Por ejemplo, los niños nacidos de padres con diferentes nacionalidades pueden conservar ambas.
Sin embargo, cabe destacar que, si bien no existe una prohibición directa y claramente expresada de la doble ciudadanía para los nacionales ucranianos, se exige a los extranjeros que renuncien a su ciudadanía original si desean obtener la ucraniana por naturalización. Los extranjeros que se comprometan a esto pueden hacerlo dentro de un plazo de dos años y, hasta que se haga efectiva la pérdida de su ciudadanía de origen, no recibirán pasaportes de ciudadanos ucranianos, sino tarjetas de identidad temporales como ciudadanos de Ucrania.
Una estimación de 2009 situó el número de ucranianos con más de un pasaporte de 300 000 a unos pocos millones.
El 8 de febrero de 2014, la Rada Suprema propuso un proyecto de ley para tipificar como delito el hecho de poseer dos ciudadanías.

## Requisitos de visado

Ucrania
Sin visado. Régimen especial para refugiados (la entrada es posible con cualquier documento de identidad)
No se requiere visa
Visa a la llegada
Visa electrónica
Visa disponible tanto a la llegada como en línea
Se requiere visa antes de la llegada

Los requisitos de visado para ciudadanos ucranianos son las restricciones administrativas de entrada por parte de las autoridades de otros Estados a los ciudadanos de Ucrania. En 2023, los ciudadanos ucranianos tenían acceso sin visado o visa a la llegada a 146 países y territorios, clasificando al pasaporte ucraniano en el 32.° lugar del mundo, según el Índice de restricciones de Visa.